# Sala (novads)
Sala (łot.: Salas novads) – łotewski novads, funkcjonujący w latach 2009–2021.

## Historia
Novads powstało na terenach należących przed 2009 do rejonu Jēkabpils.
W skład novadsu wchodziły dwa pagastsy: Sala i Sēlpils. Jego stolicą została wieś Sala.
Zlikwidowany w ramach reformy administracyjnej 30 czerwca 2021. Wszedł w całości w skład nowego novadsu Jēkabpils.